# Кугай
Куга́й (рос. Кугай, марій. Кугай) — присілок у складі Юринського району Марій Ел, Росія. Входить до складу Васильєвського сільського поселення.

## Населення
Населення — 10 осіб (2010; 33 у 2002).
Національний склад (станом на 2002 рік):
- росіяни — 100 %